# Aljoša Pužar
Aljoša Pužar (Rijeka, 10. siječnja 1974.), hrvatsko-slovensko-talijanski kulturolog, antropolog i pisac. Živi u Ljubljani. 

## Životopis
Studirao je kroatistiku i organizaciju kulturnih djelatnosti, na Pedagoškom, kasnije Filozofskom fakultetu u Rijeci. Poslijediplomski studij komparativne književnosti pohađao je na Filozofskom fakultetu Sveučilišta u Zagrebu, a usavršavao se iz sociolingvistike i filozofije jezika na Sveučilištu u Trstu. Doktorat iz teorije i povijesti književnosti obranio je 2006. na sveučilištu u Rijeci, temom iz antropološke i kulturalne teorije međutnosti (liminalnosti), a doktorat iz kritičke teorije 2015. godine na sveučilištu Cardiff (Wales, Ujedinjeno kraljevstvo), antropološkom temom o tajnim životima korejske urbane mladeži. 
Od 2002. g. predavao je studije prevodilaštva i praktično prevodilaštvo na Sveučilištu u Trstu, a od 2003. g. teoriju književnosti i kulturologiju na Sveučilištu u Rijeci. Na tom je sveučilištu bio suosnivač i suautor prvog samostalnog sveučilišnog programa kulturologije u Republici Hrvatskoj. Od 2006. do 2016. godine bio je profesor kulturalne geografije, rodnih studija, kulturne antropologije i slavistike, na južnokorejskim sveučilištima (Sveučilište za strane studije, Sveučilište Yonsei). Od 2017. habilitirani je izvanredni profesor Sveučilišta u Ljubljani, gdje predaje kritičku teoriju i urbanu antropologiju. Redovito predaje i na drugim sveučilištima u Sloveniji, Hrvatskoj i Njemačkoj.
Bio je urednik ili član uredništva časopisa i drugih publikacija (Limen, La Battana, Novi Kamov), kolumnist (Glas Istre, Zarez), član upravnih odbora ili prosudbenih povjerenstava književnih nagrada "Kiklop", "Drago Gervais" i "Ivan Goran Kovačić" te suradnik Hrvatskog leksikografskog zavoda. Književni je prevoditelj s talijanskog i engleskog jezika. Objavljivao je vlastite kratke priče i poeziju u zemlji i inozemstvu. Voditelj je okruglih stolova i tribina na festivalu Sa(n)jam knjige u Istri i sudionik pograničnih susreta Forum Tomizza. Potpisnik je Deklaracije o zajedničkom jeziku, u kojoj se tvrdi da se u Hrvatskoj, Bosni i Hercegovini, Srbiji i Crnoj Gori govore nacionalne standardne varijante zajedničkog policentričnog standardnog jezika.
Od 2016. godine član je predsjedništva svjetske kulturološke organizacije (ACS, Tampere, Finska), član je Kraljevskog antropološkog instituta Velike Britanije i Irske, hrvatskog centra P.E.N.a i drugih profesionalnih udruga i organizacija.
Od druge polovice 90ih godina intenzivno je istraživao talijansku književnosti i kulturu u podalpsko-sjevernojadranskoj regiji te riječku književnu povijest. O tome je objavio više knjiga i drugih publikacija. Od 2004. do danas istražuje i objavljuje u polju urbane antropologije, feminističke kulturologije, kulturologije ljudskog glasa, političke estetike i drugih kulturoloških tema. Njegova izvorna teorija lutkizacije (dollification) citira se i rabi u istočnoazijskim medijskim studijima i studijima popularne glazbe od 2011. godine, a njegov model liminalnosti u južnoslavenskoj povijesti i teoriji književnosti. Objavio je preko 80 znanstvenih i stručnih radova i eseja na hrvatskom, talijanskom, slovenskom, engleskom, korejskom i njemačkom jeziku.

## Knjige
- (urednik) Città di carta : la letteratura italiana di Fiume nell'Ottocento e nel Novecento = Papirnati grad : talijanska književnost Rijeke u XIX. i XX. stoljeću. Rijeka: Edit: Izdavački centar, 1999. 470 str. ISBN 953-6150-74-3.
- Granice granice: studije i ogledi, (Knjižnica Nova Istra, Niz Ogledi, sv. 31). Pula: Istarski ogranak društva hrvatskih književnika, 2007. 128 str. ISBN 978-953-6858-25-5.
- U tamni vilajet: kulturalni studiji liminalnosti. Zagreb: Izdanja Antibarbarus, 2007. 251 str., ilustr. ISBN 978-953-249-041-1.
- Azaleje na putu: (korejske sličice). Zagreb: Jesenski i Turk, 2009. 191 str., fotogr. ISBN 978-953-222-348-4.
- Odraščanje v Južni Koreji: feministične etnografije transgresije, (Prostor, kraj, čas, 17). 1. izd. Ljubljana: Založba ZRC, 2019. 251 str., ilustr. ISBN 978-961-05-0222-7.

Doktorske disertacije:
- Epistemološko-metodološki okvir i etički doseg kulturalnih studija liminalnosti : doktorski rad. Rijeka: [A. Pužar], 2006. 290 str., ilustr.
- Coming of age in South Korea: ethnographies and histories of transgression. Cardiff: [A. Pužar], 2014/5. IX, 260 str., ilustr.

## Vanjske poveznice
- Sveučilište u Ljubljani, Aljoša Pužar
- Academia.edu, Aljoša Pužar
- Researchgate, Aljoša Pužar
- Metelgrad, Aljoša Pužar, biografija
- Novi List - razgovor, Aljoša Pužar
- Forum Tomizza, Aljoša Pužar[neaktivna poveznica]
- Sa(n)jam knjige u Puli, Aljoša Pužar   Arhivirana inačica izvorne stranice od 20. veljače 2020. (Wayback Machine)
- Drugost, Čista kultura ili život bez bureka (razgovor) [neaktivna poveznica]